# Blanquita
Pour plus de détails, voir Fiche technique et Distribution.
Blanquita est un film dramatique chilien, mexicain, français, polonais et luxembourgeois réalisé par Fernando Guzzoni et sorti en 2022.

## Fiche technique
Sauf indication contraire, les informations mentionnées dans cette section peuvent être confirmées par les bases de données cinématographiques IMDb et Allociné,  présentes dans la section « Liens externes ».
- Titre original : Blanquita
- Réalisation : Fernando Guzzoni
- Scénario : Fernando Guzzoni
- Musique : Chloé Thévenin
- Décors : Estefanía Larraín et Angela Leyton
- Costumes : Francisca Román
- Photographie : Benjamin Echazarreta
- Montage : Jaroslaw Kaminski
- Son : José Miguel Enriquez
- Production : Giancarlo Nasi, Yves Darondeau, Pascal Guerin, Emmanuel Priou, Donato Rotunno et Beata Rzezniczek
  - Producteur exécutif : Fernando Bascuñán, Luis Arenas et Klaudia Smieja
  - Coproducteur : Pablo Zimbrón Alva
  - Producteur associé : Marcin Luczaj et Jan Naszewski
  - Producteur délégué : Nicolás San Martin
- Sociétés de production : Bonne Pioche, Madants et Quijote Films
- Sociétés de distribution : ASC Distribution
- Pays de production :  Chili,  Mexique,  France,  Pologne et  Luxembourg
- Langue originale : espagnol
- Format : couleur — 2,35:1
- Genre : Drame
- Durée : 94 minutes
- Dates de sortie :
  - Italie : 3 septembre 2022 (Venise)
  - France : 
    - 5 novembre 2022 (Arras)
    - 26 juillet 2023 (en salles)

  - Suisse : 21 janvier 2023
  - Pologne : 3 mai 2023
  - Mexique : 13 juillet 2023

## Distribution
Sauf indication contraire ou complémentaire, les informations mentionnées dans cette section proviennent du générique de fin de l'œuvre audiovisuelle présentée ici.
- Laura López Campbell : Blanquita
- Alejandro Goic : père Manuel
- Amparo Noguera : Piedad
- Roberto Farias : Marcos
- Marcelo Alonso : procureur Herrero
- Daniela Ramirez : procureure Lagos
- Ariel Grandón : Carlos